# Bebenhausen
Bebenhausen je najmanjše okrožje glede na število prebivalcev in največje po površini v univerzitetnem mestu Tübingen. Celotna mestna krajina je pod zaščito. Tamkajšnji cistercijanski samostan zaznamuje kraj in je eden najlepših in najbolje ohranjenih srednjeveških samostanskih kompleksov v Nemčiji. V 19. stoletju in po drugi svetovni vojni je mesto in nekdanji samostan pridobil politični pomen za deželo Württemberg-Hohenzollern, tedaj v francoski okupacijski coni.

## Lega
Bebenhausen je tri kilometre severno od središča Tübingena na državni cesti L1208 na robu široke kotline ob sotočju rek Goldersbach in Seebach. Bebenhausen je edini kraj v naravnem parku Schönbuch. Južno od Bebenhausna je Univerza Eberhard Karls iz Tübingena leta 1977 na Kirnbergu odprla geološko naravoslovno pot, kjer so Keuperjeve plasti razložene na več razstavnih tablah in zagotavljajo dober geološki pregled okoliške pokrajine.
Kraj je od leta 1974 okrožje Tübingena z okoli 350 prebivalci.
Do samostana se lahko pripeljete z javnim prevozom z avtobusnimi linijami.

## Zgodovina vasi
1. novembra 1974 je bil Bebenhausen vključen v okrožno mesto Tübingen.

## Zgodovina samostana
Samostan Bebenhausen je okoli leta 1183 ustanovil palatinski grof Rudolf von Tübingen na mestu starejšega gradu kot družinsko grobišče in ga naselili s premonstratskimi kanoniki. Vendar so premonstratenci kmalu zapustili kraj.
Okoli leta 1189/90 so bili pripeljani cistercijani iz samostana Schönau, da bi nadaljevali z ustanovitvijo samostana. Naselili so se v stavbah, ki so jih začeli premonstratenci in hitro razširili samostan. Vendar so bila kršena stroga pravila reda, ker kraj ni bil v potrebni izolaciji in je grof Palatin Rudolf želel biti pokopan v svoji ustanovi. Tu pa so menihi iz Schönaua, kjer je bil grob heidelberškega palatinskega grofa, že imeli ustrezne izkušnje.
Konec 13. stoletja je imel samostan že preko 60 menihov in 130 konverzov. Njegova gospodarska moč se je povečala s številnimi donacijami, tako da je lahko leta 1301 kupil mesto in grad Tübingen in ga za kratek čas obdržal. V 14. stoletju je prišel v cesarstvo prek samostana advocatus, a so s prodajo gospostva Tübingen s strani palatinskega grofa Tübingenskega leta 1342 suverene pravice nad samostanom Tübingen prešle na Württemberg, ki je te pravice korak za korakom širil in nazadnje odpravil staro cesarsko svobodo. Opat je imel od leta 1498 sedež v parlamentu dežele Württemberg.
Po uvedbi reformacije leta 1535 s strani vojvode Ulricha von Württemberškega je bil samostan ukinjen, vendar se je po Augsburškem verskem miru za kratek čas lahko vrnil. Leta 1556 je vojvoda Christoph von Württemberg v samostanu ustanovil protestantsko samostansko šolo, ki jo je vodil protestantski opat. Katoliški konvent je končno zapustil samostan leta 1560. Šola se je leta 1753 preselila v Tübingen. Vendar je samostan ostal kot samostojna gospodarska panoga do leta 1807, ko sta bili razpuščena šolska in samostanska uprava. V gospodarskih poslopjih je bila Tübingenska gozdarska uprava, samostanske stavbe so služile kot kraljeva lovska koča. Po abdikaciji kot kralj sta tukaj živela vojvoda Viljem II. Württemberški in njegova žena Charlotte.
Od leta 1946 do ustanovitve dežele Baden-Württemberg leta 1952 se je v samostanu Bebenhausen sestajal državni parlament zvezne dežele Württemberg-Hohenzollern.

## Zgodovina dvorca
Kralj Friderik je leta 1806 razpustil samostansko šolo in uporabil Bebenhausen za lovski dvorec. Za to je dal nekdanjo samostansko opatovo hišo preurediti v lovsko kočo. Pod njegovim naslednikom Wilhelmom I. je Bebenhausen nazadoval in šele tretji kralj Württemberga Karl je Bebenhausen ponovno uporabil kot lovsko kočo, tako da so prenovili nekdanjo samostansko gostišče. Njegov naslednik Wilhelm II. je izvedel nadaljnje modifikacije in med lovsko sezono pogosto bival v Bebenhausnu.
Kralj Viljem II. Württemberški je leta 1918 v Bebenhausnu zapisal svojo odpoved prestolu in tam živel do svoje smrti leta 1921. Tudi njegova žena, vojvodinja Charlotte, je ostala v Bebenhausnu do svoje smrti leta 1946.
Po prenovi in obnovi, ki jo je opravila Staatliche Hochbauamt Reutlingen, sta bila nekdanje kraljevo predstavništvo in bivalni prostori leta 1986 ponovno odprti kot muzej.

## Pohodna pot na doge razdalje
Skozi Bebenhausen vodi Schwarzwald-Schwäbische-Alb-Allgäu-Weg, znana kot glavna pohodniška pot 5. Pohodniško pot na dolge razdalje kluba Schwäbischen Albvereins poteka med Pforzheimom in Westallgäuom.

## Opomba
Po besedah Baedekerja je samostansko naselje Bebenhausen »eno najlepših in najbolje ohranjenih območij te vrste v Nemčiji«.